# Augusta Gillabert
Augusta Gillabert-Randin, née le 22 novembre 1869 à Orbe (originaire de Chavornay) et morte le 1er avril 1940 à Lausanne, est une agricultrice suisse, pionnière dans la valorisation du travail des femmes dans l'agriculture et militante en faveur du suffrage féminin.

## Biographie
Augusta Randin naît le 22 novembre 1869 à Orbe, dans le canton de Vaud. Sa famille, de confession protestante, est originaire de la commune voisine de Chavornay. Son père, Auguste Randin, est un marchand ; sa mère est née Jenny Fontannaz.
Après l'école secondaire, elle suit une formation d'économie ménagère, puis travaille dans le commerce de son père. Elle épouse en 1893, à l'âge de 14 ans, Jules Gillabert, un agriculteur,.
À la mort de son mari en 1914, elle prend  la tête du domaine agricole à Moudon. Opposée à un projet de la Municipalité d'abaisser le prix des œufs, elle fonde en 1918 l’Association des productrices de Moudon, première association de ce type en Suisse permettant aux agricultrices de défendre leurs intérêts. Surnommée le Soviet par la presse locale, cette association devient plus tard l'association agricole des femmes vaudoises, puis les Paysannes vaudoises. Elle en est présidente d'honneur en 1930,.
Tout en élevant seule ses cinq enfants, elle n'a de cesse de militer sur le terrain ou grâce à sa plume pour la formation des filles et des femmes d'agriculteur et pour la reconnaissance du travail des femmes dans l'agriculture et la réduction des marges des intermédiaires,. En octobre 1921, le Conseil fédéral la nomme conseillère technique de la délégation suisse à la IIIe Conférence internationale du travail. Elle fonde en 1929 la Société romande pour la vente des œufs et des volailles.
Rédactrice régulière dans le Sillon Romand, actuel Terre & Nature, où elle a une page mensuelle, elle publie au total plus de 300 articles entre 1918 et l'année de sa mort. Elle participe aussi activement au mouvement féministe suisse en revendiquant l'égalité civique pour les femmes. Elle s'engage par ailleurs contre l'alcoolisme à travers la ligue Suisse des femmes abstinentes. Elle porte ses combats, à la fois traditionnel pour l'agriculture et progressiste avec les droits des femmes, avec une détermination sans faille, mais décède dans la pauvreté le 1er avril 1940 à Lausanne sans avoir vu le droit de vote accordé aux femmes,,.

## Hommage posthume
Fin 2022, la Municipalité de Moudon décide de renommer la place du Forum en place Augusta Gillabert-Randin.